# Koopsta Knicca
Koopsta Knicca, de son vrai nom Robert Cooper Philips, né le 27 avril 1975 et mort le 9 octobre 2015, est un rappeur américain, membre fondateur du groupe Three 6 Mafia. Il quitte le groupe en 2000 en raison de problèmes judiciaires.
Il poursuit ensuite une carrière solo, puis rejoint le projet Da Mafia Six en 2013.

## Biographie
Robert Cooper Philips naît le 27 avril 1975. Sous le nom d'artiste Koopsta Knicca, il participe à la fondation du groupe de rap Three 6 Mafia en 1991, et sort un album solo en 1994, Da Devil's Playground, produit par DJ Paul et Juicy J. Cependant, la distribution de cet album est limitée et une autre version sort en 1999, touchant un plus grand public. En 1994, il commence à vivre avec DJ Paul.
Il participe à tous les albums de la Three 6 Mafia de 1994 à 2000, date à laquelle il quitte le groupe pour poursuivre une carrière solo, en raison d'une peine de prison liée à une condamnation pour violence domestique, d'agression et de vol aggravé. Il continue néanmoins à collaborer occasionnellement avec Three 6 Mafia.
En 2013, il rejoint Da Mafia Six, un projet dérivé de la Three 6 Mafia, avec qui il sort plusieurs albums,. Il fait également partie du projet Killjoy Club. En 2015, il travaille avec DJ Paul sur Da Devil's Playground 2, une suite à Da Devil's Playground, qui ne sortira cependant jamais,, car il meurt le 9 octobre 2015 à l'âge de 40 ans des suites d'une rupture d'anévrisme survenue deux jours plus tôt.

## Style musical
Dans une critique de Da Devil's Playground, Musique journal décrit son flow comme véloce et sa voix comme murmurée.